# László Göncz
László Göncz (Murska Sobota, 13 aprile 1960) è un politico, storico e poeta sloveno, rappresentante della comunità ungherese.

## Biografia
Nato a Murska Sobota (Slovenia) da famiglia ungherese, frequenta la scuola a Lendava (Slovenia) e dal 1989 al 1996 si iscrive alla Facoltà di Storia di Pécs (Ungheria). Nel 2001 ottiene il dottorato in storia con la tesi "La Storia del Prekmurje ungherese 1918-1941". Nel 2008 è stato eletto al parlamento sloveno come rappresentante della minoranza ungherese, battendo la candidata uscente Maria Pozsonec, che aveva ricoperto tale seggio nei precedenti 18 anni. Il 4 dicembre 2011 ha sconfitto Dušan Orban nelle elezioni parlamentari in Slovenia del 2011.